# Begonia rufosericea
Begonia rufosericea là một loài thực vật có hoa trong họ Thu hải đường. Loài này được Toledo mô tả khoa học đầu tiên năm 1946.